# Gloria DeHaven
Gloria Mildred DeHaven (Los Angeles, 23 juli 1925 – Las Vegas, 30 juli 2016) was een Amerikaans actrice en (musical)zangeres. In 1983 gaf Gloria DeHaven in de krant The Index-Journal aan dat haar echte familienaam O'Callahan was voordat haar vader de naam volgens de wet wijzigde in DeHaven.

## Levensloop
DeHaven werd geboren als dochter van acteur-regisseur Carter DeHaven en actrice Flora Parker. Ze groeide op in de vaudeville en als kind figureerde ze al in films. Zo was ze te zien als Paulette Goddards zusje in Charlie Chaplins Modern Times (1936). Ze tekende een contract bij Metro-Goldwyn-Mayer en verscheen in 1940 in haar volgende film, Susan and God (1940). Ze speelde in haar eerste jaren vooral bijrollen en werd vanaf 1943 aangewezen om te zingen in films.
Ze werd regelmatig gecast naast June Allyson. Ze hadden, qua uiterlijk, veel met elkaar gemeen en werden daarom vaak met elkaar vergeleken. In 1944 speelde ze, naast Allyson, haar eerste hoofdrol in een film, Two Girls and a Sailor (1944). Critici en het publiek discussieerden wie het mooiste en meest sympathieke was en vaak kreeg Allyson deze titel. Volgens tegenspeler Van Johnson was ze zeer nerveus voor haar doorbraak en keek ze constant in de spiegel om haar haar bij te werken.
DeHaven wist nooit een ster te worden. Dit was omdat ze pensioneerde toen ze in het huwelijk trad met acteur John Payne. Samen met hem kreeg ze twee kinderen; dochter Kathleen in 1945 en zoon Thomas in 1947. Ze wees de hoofdrol af in de film Good News (1947), maar maakte in 1948 haar terugkeer in de filmindustrie. Ze verloor haar populariteit en behaalde in haar latere jaren nog succes in de televisie-industrie, met gastrollen in talloze series en rollen in enkele soapseries. In 2000 was ze voor het laatst op televisie te zien.
Ze overleed op 91-jarige leeftijd.